# ルチアーノ・テーシ (小惑星)
ルチアーノ・テーシ(15817 Lucianotesi)は、1994年8月28日にアンドレア・ボアッティーニとマウラ・トムベッリによってイタリアのサン・マルチェッロ・ピストイエーゼで発見されたアモール群の小惑星である。
20個の小惑星を発見したイタリアの天文学者でピストイア山天文台長のルチアーノ・テーシにちなんで名付けられた。